# Nikola Ćesarević
Nikola Ćesarević (in serbo Hикoлa Ћeсapeвић?; Belgrado, 3 ottobre 1983) è un ex calciatore serbo, di ruolo centrocampista.

## Carriera
Dopo aver giocato per due stagioni al Radnički Novi Beograd passò al BSK Borča: la stagione seguente venne ceduto al Rad Belgrado che lo ricedette in prestito per due annate allo stesso BSK Borča. Dopo i due anni con la società calcistica Ćesarević si aggregherà definitivamente nel BSK Borča divenendo una pedina fondamentale del centrocampo negli anni successivi.